# 隼ちゃん事件
隼ちゃん事件（しゅんちゃんじけん）とは1997年の事件。

## 概要
1997年11月28日朝、東京都世田谷区で青信号で横断中だった小学2年生男児児童（当時8歳）が渋滞で停車中のダンプカーにひかれて死亡する事故が発生。
ダンプ運転手（当時32歳）は業務上過失致死罪と道路交通法違反（ひき逃げ）で現行犯逮捕されたが、12月28日に検察はダンプ運転手を嫌疑不十分で不起訴処分とした。
遺族が後でダンプ運転手が不起訴になったことを知って検察に問い合わせたが、刑事訴訟法（当時）に処分内容や理由の通知は告訴人や告発人に限られており被害者や遺族について規定がないを理由に東京地検は「処分理由を教える義務はない」と回答した。
この検察の対応が報道され、国会でも取り上げられた。
1998年5月、遺族が東京第二検察審査会に審査を請求。また遺族の目撃者探しによって新証言が出てきたため、ダンプ運転手を業務上過失致死罪で在宅起訴し、ひき逃げ容疑については「事故に気づいていながら逃走したとは認められない」として、不起訴にした。
東京地検は禁錮2年を求刑し、東京地裁は禁固2年執行猶予4年判決を言い渡した。
遺族は民事訴訟を起こし、裁判所は「被害者に過失は一切認められない。運転手の一方的な過失」と認定して、運転手と会社に総額3200万円の支払いを命じた。 
この事件の検察の対応が問題視されたのがきっかけで、事件の処分を被害者等に知らせる「被害者等通知制度」が導入された。

## その他
被害者の写真を無断でネットに投稿する事件が発生し、投稿者が著作権法違反で起訴され2007年7月に懲役2年6月執行猶予5年の有罪判決を受けた。